# Jonkheer
 (juin 2019).
Si vous disposez d'ouvrages ou d'articles de référence ou si vous connaissez des sites web de qualité traitant du thème abordé ici, merci de compléter l'article en donnant les références utiles à sa vérifiabilité et en les liant à la section « Notes et références ».
Jonkheer, au féminin jonkvrouw, est un titre d'appel néerlandais utilisé aux Pays-Bas et en Belgique, dans ce dernier pays en relation avec le titre français d'« écuyer », qui n'a pas d'équivalent féminin. 
Ces termes connotent l'appartenance à une famille noble d'une personne dépourvue d'autre titre de noblesse.

## Étymologie
Comme le mot allemand Junker (à l'origine juncherr), jonkheer rassemble deux mots et signifie étymologiquement « jeune seigneur ».
On trouve aussi une forme contractée aux Pays-Bas : jonker, utilisée par exemple pour désigner François de Bréderode (1465-1490), « Jonker Frans », chef d'une insurrection (la « guerre du Jonker Frans ») menée en Hollande contre Maximilien d'Autriche, alors régent des Pays-Bas bourguignons, de 1488 à 1490.

## «Jonkheer/jonkvrouw» et «écuyer» en Belgique
Dans ce pays, à la suite d'un arrêt de la Cour de cassation de 1927, « Jonkheer » est considéré comme un titre nobiliaire.
Étant donné que le titre français d'écuyer est relégué à la fin du nom, précédé d'une virgule, le titre de jonkheer peut se traduire par « [prénom] [patronyme], écuyer ». Comme le titre de jonkvrouw ne se traduit pas, les titres de jonkheer et jonkvrouw peuvent être utilisés en français.
L'administration belge considère en fait les mots « jonkheer » et « écuyer », bien qu'ils n'aient ni le même sens ni la même origine, comme interchangeables et ils sont utilisés sur les cartes d'identité et les convocations électorales. Sur ces documents figure le mot « écuyer ».[pas clair]

## Origine et signification du terme
Quant à l'origine du titre de jonkheer, des milliers de chartes attestent qu'à l'époque médiévale, il était porté du vivant de leur père par les fils de seigneurs, de bannerets, de pairs et même de comtes, dans tout l'espace germanophone, auquel appartenaient l'actuelle Région flamande de Belgique et l'actuel royaume des Pays-Bas, où l'on parle le diets, thiois ou niederdeutsch (bas-allemand). Les anciens prenaient toutefois soin de préciser le rang de la maison dont ces damoiseaux, fils cadets (puînés) ou en attente de succéder à leurs pères respectifs, étaient issus : s'il s'agissait d'une Maison baronniale, on écrivait par exemple « jung freyherr zu Herbenstein » (jeune baron ou libre-sire d'Herbenstein), tandis que si le père du jouvenceau était comte, on écrivait par exemple jonggraaf van Nassauwe (« jeune comte de Nassau »).
En effet, aux Pays-Bas (de même que dans de nombreuses parties de l'Europe continentale), seul le patriarche de la plupart des familles nobles portait le titre de noblesse attaché au fief (une seigneurie, une terre à bannière, une pairie, un comté) qui se transmettait à l'origine exclusivement par la descendance masculine. C'est pour cette raison que l'essentiel de la noblesse néerlandaise et belge ne portait pas (et ne porte jusqu'à ce jour) d'autre titre que celui de jonkheer, précédé du prédicat qui leur revient de droit: Hoogwelgeboren Heer. Ce prédicat, qui figurait également dans la plupart des actes de langue française (« haut et puissant seigneur »), a quant à lui complètement disparu dans les oubliettes de l'histoire nobiliaire francophone.

## Équivalents européens
Il existe des équivalents dans d'autres pays européens, par exemple en Autriche (Edler), en Italie (Nobile) et en Allemagne (Junker).
Cependant, le terme allemand Junker a pris au cours du XIXe siècle en Prusse orientale une signification particulière, incluant une forte connotation militaire, absente du terme néerlandais (voir par exemple le livre d'Ernst von Salomon, Les Réprouvés)